# Allium goulimyi
Allium goulimyi — вид рослин з родини амарилісових (Amaryllidaceae); ендемік Греції.

## Опис
2n=16.

## Поширення
Ендемік Греції.